# رونالد غوردون
رونالد غوردون (بالإنجليزية: Ronald Gordon)‏ هو سياسي بريطاني، ولد في 19 مارس 1927، وتوفي في 8 أغسطس 2015. انتخب Bishop of Portsmouth (Anglican) ‏ وانتخب أسقف.